# Francesco Cecon
Francesco Cecon (* 13. November 2001 in Tolmezzo) ist ein italienischer Skispringer.

## Persönliches
Francesco Cecon ist der jüngste Sohn von Roberto Cecon und der Bruder von Zeno und Federico Cecon, die ebenfalls als Skispringer aktiv waren.

## Werdegang
Cecon ging ab 2016 regelmäßig im Skisprung-Alpencup an den Start. Bei seinem Debüt am 15. Januar 2016 in Oberwiesenthal erreichte er den 74. Platz im Einzelspringen von der Normalschanze. Etwas mehr als zwei Jahre später nahm er an den Nordischen Junioren-Skiweltmeisterschaften 2018 in Kandersteg teil. Im Einzelspringen wurde er disqualifiziert und sprang im Teamspringen gemeinsam mit Mattia Galiani, Gabriele Zambelli und Giovanni Bresadola auf den 14. und letzten Rang. Am 25. Februar 2018 konnte er bei einem Teamspringen im slowenischen Planica zusammen mit Daniel Moroder, Mattia Galiani und Giovanni Bresadola als Dritter seine erste Podiumsplatzierung bei einem Wettbewerb im Alpencup erreichen.
Bei den Nordischen Junioren-Skiweltmeisterschaften 2019 im finnischen Lahti sprang Cecon im Einzel auf den 46. Rang. Im Teamwettbewerb der Männer erreichte er an der Seite von Galiani, Moroder und Bresadola den zwölften, im Mixed-Team-Wettbewerb gemeinsam mit Giada Tomaselli, Lara Malsiner und Giovanni Bresadola den achten Platz. Am 16. März 2019 startete er in Zakopane erstmals im Skisprung-Continental-Cup und belegte den 53. Rang. Im darauffolgenden Jahr sprang er bei den Junioren-Skiweltmeisterschaften 2020 in Oberwiesenthal auf den 42. Platz im Einzel und zusammen mit Mattia Galiani, Domenico Mariotti und Daniel Moroder auf den elften Platz im Team.
Cecon gewann bei den italienischen Meisterschaften im Skispringen 2020 in Predazzo die Silbermedaille hinter Samuel Costa. In der Saison 2020/21 trat er an der Seite von Giovanni Bresadola, Daniel Moroder und Alex Insam beim Teamspringen von Zakopane erstmals zu einem Wettbewerb im Skisprung-Weltcup an. Die italienische Mannschaft schied auf dem neunten und letzten Platz im ersten Durchgang aus. Bei den Nordischen Junioren-Skiweltmeisterschaften 2021 in Lahti wurde er im Einzelspringen wie schon 2018 in Kandersteg disqualifiziert und wurde mit Galiani, Moroder und Bresadola Siebter im Teamwettkampf.
Bei den Nordischen Skiweltmeisterschaften 2021 in Oberstdorf nahm Cecon an der Qualifikation für das Einzelspringen von der Normalschanze teil, an der er mit dem 55. Platz scheiterte. Da er nicht für den Mixed-Team-Wettbewerb nominiert wurde und die italienischen Skispringer auf Anordnung ihres Skiverbandes nach der ersten Wettkampfwoche aus Oberstdorf abreisen mussten, nachdem sich mehrere Mitglieder des Teams mit SARS-CoV-2 infiziert hatten, erhielt Cecon keine weitere Chance auf einen Einsatz bei diesen Weltmeisterschaften.

## Statistik

### Grand-Prix-Platzierungen
| Saison | Platz | Punkte |
| ------ | ----- | ------ |
| 2021   | 068.  | 0014   |
| 2022   | 063.  | 0011   |
| 2023   | 034.  | 0069   |

### Continental-Cup-Platzierungen
| Saison  | Sommer | Sommer | Winter | Winter | Gesamt | Gesamt |
| Saison  | Platz  | Punkte | Platz  | Punkte | Platz  | Punkte |
| ------- | ------ | ------ | ------ | ------ | ------ | ------ |
| 2020/21 | —      | —      | 072.   | 0013   | 079.   | 0013   |
| 2021/22 | 070.   | 0022   | 098.   | 0014   | 099.   | 0036   |
| 2022/23 | 046.   | 0020   | —      | —      | 092.   | 0020   |

### Alpencup-Platzierungen
| Saison  | Platz | Punkte |
| ------- | ----- | ------ |
| 2019/20 | 028.  | 0094   |
| 2020/21 | 045.  | 0024   |